# Ситковский, Алексей Дмитриевич
Алексей Дмитриевич Ситковский (12 августа 1914 года, Новостепановка, Днепропетровская область, УССР — умер 7 января 1979 года) — советский работник сельского хозяйства, чабан колхоза имени Мичурина Перещепинского района Днепропетровской области. Герой Социалистического Труда (26 февраля 1958).

## Биография
12 августа 1914 года в селе Новостепановка родился Алексей Ситковский.
Работал овцеводом (чабаном) колхоза "имени Мичурина". В 1957 году колхоз был укрупнён и стал называться "имени Ульянова". В своей работе добился высоких показателей в производстве шерсти и мяса, регулярно побеждал в социалистических соревнованиях.
Указом Президиума Верховного Совета СССР от 26 февраля 1958 года за достижение высоких показателей в овцеводстве Алексею Дмитриевичу Ситковскому присвоено звание Герой Социалистического Труда с вручением ордена Ленина и золотой медали «Серп и Молот».
В дальнейшем продолжал работать в овцеводстве. Избирался делегатом съезда КПСС и Компартии Украины.
В 1962 году переехал в соседний населённый пункт село Голубовка. Умер 7 января 1979 года.

## Награды
Имеет следующие награды:
- золотая медаль «Серп и Молот» Героя Социалистического Труда (26.02.1958);
- Орден Ленина (26.02.1958).